# Campo Jemini
Campo Jemini är en frazione i kommunen Pomezia inom storstadsregionen Rom i regionen Lazio i Italien. Campo Jemini är beläget nära den antika hamnstaden Lavinium.
År 1794 påträffades i Campo Jemini en Venus-staty.